# Línea 2 (Metro de Bilbao)
La línea 2 (L2) del metro de Bilbao, operada por Metro Bilbao, comienza en la estación de Basauri y llega a la estación de Kabiezes, abarcando en su trayecto el municipio de Basauri, Echévarri, la villa de Bilbao y la Margen Izquierda de la Ría. Actualmente, el servicio cuenta con un total de 25 estaciones en funcionamiento.

## Historia

### Apertura de la línea
El 13 de abril de 2002 se inauguró el primer tramo de la segunda línea del suburbano, con lo que 5 nuevas estaciones entraron en funcionamiento: Gurutzeta/Cruces, Ansio, Barakaldo, Bagatza y Urbinaga. La Línea 2 se unía a la ya existente Línea 1 en la estación de San Ignazio, y desde dicha estación en adelante funcionaban las dos líneas de metro, formando un tronco común desde San Ignazio hasta Bolueta. Así, se consiguió duplicar la frecuencia de trenes en las estaciones comunes, situadas dentro de la villa de Bilbao.

### Primera ampliación
El 8 de enero de 2005 se inauguraban otras dos nuevas estaciones, una únicamente en la Línea 2, Sestao, y otra en el extremo contrario, en el tronco común, Etxebarri. Hasta la apertura de la estación de Ariz, Etxebarri era la única estación cabecera de las líneas 1 y 2. Hoy en día las unidades de las dos líneas pueden tener como destino tanto Etxebarri como Basauri.

### Segunda ampliación
El 20 de enero de 2007, la Línea 2 se ampliaba con dos nuevas estaciones, la estación de Abatxolo y la de Portugalete, en el municipio de Portugalete.

### Tercera ampliación
El 4 de julio de 2009 la línea se amplía con dos estaciones más, Peñota, en el municipio de Portugalete, y Santurtzi, en el municipio de Santurce. La estación de Santurtzi se unía a la red de Metro Bilbao sin todos sus accesos disponibles, ya que el acceso al barrio de Mamariga a través de la lanzadera a Mamariga no se puso en funcionamiento hasta más de un año después.

### Cuarta ampliación
El 26 de febrero de 2011 se amplió el tronco común con la estación de Ariz, en el municipio de Basauri. La apertura de la estación se llevó a cabo de forma provisional, ya que en Ariz no es posible realizar un cruce de vías. Inicialmente, se pensó operar en un único andén hasta la entrada en funcionamiento de la siguiente estación, Basauri, donde sí será posible el cambio de vías. Para el momento previsto para la apertura de Ariz sólo había una única vía instalada, sin embargo, la marcha de los trabajos para instalar la segunda vía se adelantaron, y se decidió operar en los dos andenes, aun sin el cambio de vías posible. Así, si en un principio se pensó en fijar en 10 minutos la frecuencia máxima de las unidades en la estación de Ariz, se pudo dividir a la mitad, al utilizar ambos andenes.

### Quinta ampliación
El 11 de noviembre de 2011 se inauguró la estación de Basauri, convirtiendo al extremo Ariz-Basauri en una extensión de la Línea 2, separada del tronco común.

### Sexta ampliación
El 28 de junio de 2014 la línea 2 del Metro de Bilbao se amplió con una estación más, dando así por finalizado el proyecto de Línea 2 del Metro de Bilbao. En el extremo contrario a Basauri, con la puesta en funcionamiento de la estación de Kabiezes en Santurce, el proyecto inicial de la línea 2 llegó a su fin. Está previsto, además, que se construyan nuevas cocheras de Metro Bilbao junto a esta última estación.

## Estaciones
| Estación                | Acc. | Enlaces                                               | Apertura                                                                         | Municipio                                                  | Esquema de vías | Zona   | Notas                                                                                       |
| ----------------------- | ---- | ----------------------------------------------------- | -------------------------------------------------------------------------------- | ---------------------------------------------------------- | --------------- | ------ | ------------------------------------------------------------------------------------------- |
| Basauri                 |      |                                                       | 11 de noviembre de 2011                                                          | Basauri                                                    |                 | Zona 2 |                                                                                             |
| Ariz                    |      |                                                       | 28 de febrero de 2011                                                            | Basauri                                                    |                 | Zona 2 |                                                                                             |
| Etxebarri               |      | Etxebarri Bus                                         | 8 de enero de 2005                                                               | Echévarri                                                  |                 | Zona 2 |                                                                                             |
| Bolueta                 |      | Bilbobus                                              | 5 de julio de 1997                                                               | Bolueta (Distrito 4 Begoña) (Bilbao)                       |                 | Zona 1 | Antigua conexión con la de Euskotren hasta el 9 de septiembre de 2019                       |
| Basarrate               |      | Bilbobus                                              | 5 de julio de 1997                                                               | Santuchu, (Distrito 4 Begoña) (Bilbao)                     |                 | Zona 1 |                                                                                             |
| Santutxu                |      | Bilbobus                                              | 5 de julio de 1997                                                               | Santuchu (Distrito 4 Begoña) (Bilbao)                      |                 | Zona 1 |                                                                                             |
| Zazpikaleak/Casco Viejo |      | Bilbobus                                              | Metro L1-L2: 11 de noviembre de 1995 Metro L3 y Euskotren E3: 8 de abril de 2017 | Casco Viejo (Distrito 5 Ibaiondo) (Bilbao)                 |                 | Zona 1 |                                                                                             |
| Abando                  |      | Conexión con Renfe Larga y Media Distancia · Bilbobus | 11 de noviembre de 1995                                                          | Abando, (Distrito 6 Abando) (Bilbao)                       |                 | Zona 1 |                                                                                             |
| Moyua                   |      | Bilbobus                                              | 11 de noviembre de 1995                                                          | Abando (Distrito 6 Abando) (Bilbao)                        |                 | Zona 1 | Futura conexión con la del metro.                                                           |
| Indautxu                |      | Bilbobus                                              | 11 de noviembre de 1995                                                          | Indauchu (Distrito 6 Abando) (Bilbao)                      |                 | Zona 1 |                                                                                             |
| Santimami/San Mamés     |      | Bilbobus                                              | 11 de noviembre de 1995                                                          | Basurto (Distrito 8 Basurto-Zorroza) (Bilbao)              |                 | Zona 1 |                                                                                             |
| Deustu                  |      |                                                       | 11 de noviembre de 1995                                                          | San Pedro de Deusto-La Ribera (Distrito 1 Deusto) (Bilbao) |                 | Zona 1 |                                                                                             |
| Sarriko                 |      | Bilbobus                                              | 11 de noviembre de 1995                                                          | Ibarrecolanda, (Distrito 1 Deusto) (Bilbao)                |                 | Zona 1 | En 1998, la estación fue galardonada con el Premio Brunel de arquitectura ferroviaria.      |
| San Ignazio             |      | Bilbobus                                              | 11 de noviembre de 1995                                                          | San Ignacio-Elorrieta, (Distrito 1 Deusto) (Bilbao)        |                 | Zona 1 | San Ignazio es la primera estación del tramo común donde se unen las Líneas 1 y 2 de Metro. |
| Gurutzeta/Cruces        |      | Kbus                                                  | 13 de abril de 2002                                                              | Cruces (Distrito 9 Cruces) (Baracaldo)                     |                 | Zona 2 | Conexión con el Hospital de Cruces.                                                         |
| Ansio                   |      |                                                       | 13 de abril de 2002                                                              | Baracaldo                                                  |                 | Zona 2 | Conexión con el BEC                                                                         |
| Barakaldo               |      | Kbus                                                  | 13 de abril de 2002                                                              | Centro (Distrito 1 Centro-Zaballa) (Baracaldo)             |                 | Zona 2 |                                                                                             |
| Bagatza                 |      | Kbus                                                  | 13 de abril de 2002                                                              | Bagaza (Distrito 6 Bagaza-Beurco) (Baracaldo)              |                 | Zona 2 | Conexión con el Hospital de San Eloy.                                                       |
| Urbinaga                |      |                                                       | 13 de abril de 2002                                                              | Urbinaga-Simondrogas (Sestao)                              |                 | Zona 2 | Posible futura conexión con y . Posible futura conexión también con                         |
| Sestao                  |      |                                                       | 8 de enero de 2005                                                               | Sestao                                                     |                 | Zona 2 |                                                                                             |
| Abatxolo                |      |                                                       | 20 de enero de 2007                                                              | Portugalete                                                |                 | Zona 2 |                                                                                             |
| Portugalete             |      |                                                       | 20 de enero de 2007                                                              | Portugalete                                                |                 | Zona 2 |                                                                                             |
| Peñota                  |      | Hospital de San Juan de Dios                          | 4 de julio de 2009                                                               | Peñota (Santurce-Portugalete)                              |                 | Zona 2 |                                                                                             |
| Santurtzi               |      | [[Archivo:]]                                          | 4 de julio de 2009                                                               | Santurce                                                   |                 | Zona 2 |                                                                                             |
| Kabiezes                |      |                                                       | 28 de junio de 2014                                                              | Santurce                                                   |                 | Zona 2 |                                                                                             |